# IPod nano
El iPod nano fue un reproductor de audio digital diseñado y comercializado por Apple hasta julio de 2017. Es el modelo de gama media en la familia iPod de Apple. La primera generación fue presentada el 7 de septiembre de 2005. La séptima y última generación se presentó el 15 de julio de 2015, junto con el mismo del iPod shuffle y la sexta generación del iPod touch; toda la gama presentó los mismos colores: gris espacial, plata, dorado, azul fuerte y rosa fuerte. Estos últimos reemplazaron a los colores amarillo, turquesa y rosa claro de la gama original. 
El reproductor utiliza una memoria flash de 8 o 16 GB (hay dos versiones del mismo, cada una con una capacidad diferente). El tamaño de su pantalla es de 2.5 pulgadas (en diagonal) y utiliza la famosa pantalla multi-táctil de Apple. Además, desde su quinta generación, el iPod nano dispone de cámara de video, micrófono y radio FM; características con las que no contaba en sus anteriores versiones, pero en la sexta generación la cámara fue eliminada.
El iPod nano reemplazó al iPod mini, que dejó de fabricarse.
El trabajo en el desarrollo del diseño (completamente nuevo) del iPod nano, había comenzado solo nueve meses atrás. El iPod nano tiene más capacidad de memoria flash que el iPod shuffle, y tiene una pantalla en color. La resolución de la pantalla es mayor que la de generaciones anteriores. La batería y otras piezas internas también han sido reducidas de tamaño de forma significativa.
En su primera generación se lanzó en dos colores (blanco o negro) y con tres capacidades distintas: (1, 2 o 4 GB). Apple también lanzó algunos accesorios, como brazaletes y fundas de silicona, diseñados para dar color al iPod nano y protegerlo de rayaduras; así como un accesorio que combina un cordón y unos auriculares, que se cuelga alrededor del cuello y evita que los cables se enreden.
En septiembre de 2006, la línea fue actualizada para incluir 5 colores y carcasa de aluminio (inspirado en el iPod mini). También los tamaños se mejoraron los tamaños 2, 4 y 8 GB respectivamente y se redujo su precio.
La tercera generación del iPod nano apareció el 5 de septiembre de 2007; el nuevo dispositivo tiene una forma distinta, más ancha y baja, para incluir una pantalla en formato ancho( además de más grande , con una mayor iluminación) y permitir la reproducción de video, estando disponible en 4 y 8 GB de capacidad y seis colores.
La cuarta generación del iPod nano debutó el 9 de septiembre de 2008; ahora la forma se asemeja al iPod nano de segunda generación, más estrecho, más alto y más delgado, para incluir una pantalla en formato panorámico y un acelerómetro. Permite la reproducción de música, fotos y video, estando disponible en 8 y 16 GB de capacidad y nueve colores.
La quinta generación del iPod nano se presentó el 9 de septiembre de 2009: con un diseño parecido al anterior. El iPod nano incluye ahora cámara digital y micrófono, así como una radio FM.
La sexta generación del iPod Nano debutó el 1 de septiembre de 2010: renueva por completo la idea de iPod Nano, con un reproductor de forma cuadrangular, con una pantalla táctil de 1,5 pulgadas, eliminando de este modo la tradicional Click Wheel, y también la cámara incluida en el modelo anterior.
La séptima generación del iPod Nano se presentó en 2012; esta renueva de nuevo por completo la idea del iPod Nano, ahora la pantalla crece hasta las 2,5 pulgadas y es táctil.
En julio de 2015 se presentó un re-fresh del iPod Nano, teniendo un lavado de cara y cambiando así 3 de sus colores; (el amarillo se vio suplantado por el dorado, el turquesa por el azul fuerte y el rosa por el color rosa fuerte) quedando la gama de colores de la siguiente forma: dorado, plateado, gris espacial, azul fuerte, rosa fuerte y rojo (en este último una parte del dinero será destinado a la fundación contra el SIDA y solo está disponible desde apple.com)

## Observaciones
El iPod Nano usa memoria flash en lugar de un disco duro. Por lo tanto, no tiene partes móviles, haciéndolo inmune a saltos y con una mayor duración que los reproductores basados en disco duro. Un análisis realizado por el sitio web Ars Technica ha mostrado que incluso después de que hubiera pasado un coche, dos, tres y hasta cinco coches por encima del aparato, el iPod nano pudo seguir reproduciendo música (aunque con la pantalla dañada).
La publicidad destaca el pequeño tamaño del iPod nano: mide 6,9 mm de grosor, 40 mm de ancho y 90 mm de largo, y pesa 42 gramos. La autonomía de la batería se estima en 14 horas (primera generación) y 24 horas (en la segunda generación). La pantalla tiene 176 x 132 píxeles, 1,5 pulgadas de diagonal y es capaz de mostrar 32.769 colores diferentes.
El iPod Nano de cuarta generación también hereda el acelerómetro del iPhone y iPod Touch, con solo girar el iPod se activa automáticamente Cover Flow, o se cambia la dirección de las fotografías. Este iPod Nano tiene una autonomía de 24 horas de música y 4 horas de video en una carga y una pantalla de 2 pulgadas (diagonal) con resolución de 320x240 pixeles. 
El iPod Nano de séptima generación es el iPod más delgado de todos: mide 5,4 mm de grosor y en un diseño curvo de aluminio anodizado. 
Todos los modelos de iPod nano tienen una pantalla de muy buena visión al sol, resistente a rayaduras y aislada eficientemente de la suciedad.
El iPod nano funciona con iTunes sobre Mac OS X o Microsoft Windows, y se conecta a través del mismo conector dock que posee el iPod de tercera generación, el de cuarta generación y el iPod mini, usando un puerto USB 2.0 del ordenador del usuario. Es destacable que, aunque usa la misma conexión FireWire que el cable de iPod de Apple y puede recargarse a través del FireWire, el iPod nano no soporta la sincronización a través de una conexión FireWire. El iPod nano incluye un cronómetro y una función de reloj con múltiples zonas horarias. También hay disponible un candado con combinación que permite usar la rueda para bloquear el iPod, que sirve para asegurar el calendario y la información de contactos del usuario si el iPod se pierde. Además, el iPod Nano es el más vendido en todos los Apple Store de todos los países más importantes.

### Tabla comparativa
| Modelo/Generación | Modelo/Generación | Imagen       | Capacidad  | Cambios introducidos | Conexión                             | Fecha de lanzamiento     |
| ----------------- | ----------------- | ------------ | ---------- | --- | ------------------------------------ | ------------------------ |
| iPod Nano         | 1G                | iPod nano 1G | 1, 2, 4 GB | Primera Edición. Sucesor del iPod mini. Menor tamaño y peso (9 x 4 x 0,69 cm y 42 g). Diseño más delgado con pantalla en color y memoria flash. | USB (FireWire únicamente para carga) | 7 de septiembre de 2005  |
| iPod Nano         | 2G                | iPod nano 2G | 2, 4, 8 GB | Cuerpo hecho de aluminio y disponible en 6 colores. Batería con 24 h de autonomía. Nuevos auriculares | USB (FireWire únicamente para carga) | 12 de septiembre de 2006 |
| iPod Nano         | 3G                | iPod nano 3G | 4, 8 GB    | Cuerpo más ancho y más bajo (7 cm de altura, 5,25 cm de ancho, 0,65 cm de fondo). Capacidad de reproducción de video. Hecho de aluminio y disponible en 6 colores. Batería con 24 (audio) o 5 (vídeo) horas de autonomía. | USB (FireWire únicamente para carga) | 5 de septiembre de 2007  |
| iPod Nano         | 4G                | iPod nano 4G | 8, 16 GB   | Vuelve otra vez a la forma del 2G, con un diseño curvado por los lados y más alargado para una mejor visualización de vídeos, con acelerómetro con función "shake" (Al agitarlo cambia a una canción aleatoria), con el nuevo sistema Genius activado y con el sistema CoverFlow, que se activa automáticamente al colocarse en horizontal. Salió disponible en 9 colores. Batería con 24 horas de audio o 4 de video de autonomía, y con unas dimensiones de 9,07 cm de altura, 3,87 cm de ancho, 0,62 cm de fondo y 36,8 gramos de peso. Pantalla LCD en color de 2 pulgadas con retroiluminación por LED (320 por 240 píxeles a 204 ppp). | USB                                  | 9 de septiembre de 2008  |
| iPod Nano         | 5G                | iPod nano 5G | 8, 16 GB   | Mantiene la forma, tamaño y volumen del iPod Nano 4G, añadiendo una cámara de video, radio FM con pausa en vivo, el Podometro, una pantalla más larga de 2.2 pulgadas con 240x376 pixeles. La cámara de video puede grabar videos en formato H.264 (.mp4) con 30 cuadros por segundo en resolución VGA (640X480 pixeles); no puede tomar fotos. Incluye 15 efectos de grabación. Este iPod está disponible en los mismos 9 colores de la cuarta generación, a un precio más reducido. | USB                                  | 13 de septiembre de 2009 |
| iPod Nano         | 6G                | iPod nano 6G | 8, 16 GB   | Cambia la forma, tamaño y volumen respecto al iPod nano 5G, sustituyendo la pantalla anterior por una capacitiva de 1,54 pulgadas con resolución de 240x240 píxeles. Se añaden funciones de accesibilidad. Pierde la rueda táctil y la cámara de vídeo. Se ofrece en 7 diferentes colores: plata, gris, azul, verde, anaranjado, rosa y rojo, este último es perteneciente a la familia Product Red contra el Sida en África y solo se puede adquirir a través de Apple Store. Aumenta su precio con respecto a los anteriores modelos. | USB                                  | 1 de septiembre de 2010  |
| iPod Nano         | 7G                | iPod nano 7G | 16 GB      | La pantalla multitouch se alarga hasta 2,5 pulgadas, con una resolución de 240x432 píxeles. Dispone de un nuevo botón frontal parecido al del iPod Touch y de nuevos botones de volumen. Adelgaza hasta 0,54 cm de fondo, con una carcasa de aluminio anodizado, y el conector pasa a ser del tipo Lightning. Recupera la reproducción de vídeo. El 15 de julio de 2015 Apple agregó y cambió los colores disponibles, ofreciéndose 5 distintos: azul, gris espacial, oro, plata y rosa. También se encuentra en rojo bajo la gama de productos de Product Red.                                                                              | USB                                  | 12 de septiembre de 2012 |

## Críticas iniciales
El iPod nano ofrece una menor capacidad de almacenamiento que el iPod mini y al mismo precio. Además, el iPod nano tiene una falta de opciones de conectividad. Si bien, se le puede comprar un adaptador para el toma corriente, este no viene con el equipo, a diferencia del iPod Classic. Al contrario que otros iPods actuales, Apple no ofrece un cable FireWire opcional para el iPod nano. La falta de conector remoto que se encuentra en la parte superior del iPod e iPod mini provoca que varios accesorios de terceros, como el iTrip, no funcionen con el iPod nano.
Además, existe la ausencia de una salida de televisión y de grabación de voz, opciones que contienen los otros reproductores iPods. El Ipod Nano es capaz de almacenar fotografías. No trabaja ni con el conector de cámara digital iPod ni con cualquier conector de cámaras digitales de compañías externas o terceros.
El reemplazo del iPod Mini por el iPod nano fue visto por muchos como una operación muy arriesgada, por la razón de que el iPod mini fue el reproductor mp3 más popular de Apple, y el más vendido en el mundo entero. El CEO de Apple, Steve Jobs, aseguró que el iPod nano es un riesgo necesario debido a que sus competidores han comenzado a "copiar" el iPod mini en términos de diseño y características, y estima que el iPod nano será más popular e incluso más exitoso que el iPod Mini.
Ha habido críticas de que la parte trasera del iPod Nano se raya fácilmente y se ensucia de polvo, pero se solucionó en la segunda y cuarta generación del iPod nano.

## Reacción
La respuesta inicial de los consumidores con respecto al iPod nano ha sido increíblemente positiva y las ventas han sido excelentes.
MP3 Newswire ha informado de cómo en una tienda Apple de Nueva Jersey algunos consumidores compraron múltiples unidades, mientras que en otro centro comercial muy cerca dónde se hacía publicidad al Creative Zen Micro, los iPods nano fueron completamente ignorados.
AppleInsider ha reportado que de acuerdo con la ATRA, "American Technology Research Analyst", Shaw Wu, después de una semana de ventas, las ventas del iPod nano son más bajas de las esperadas con tan solo un modelo negro de 4 gigabytes siendo popular en ventas. Las propias investigaciones del AppleInsinder han encontrado dos tiendas Apple en California que tan solo han vendido un par de cientos de iPod nanos, y agotados en 1400, estudio realizado para el sábado 10 de septiembre.

## Idiomas
El iPod nano está disponible en 30 idiomas: 
alemán, árabe, checo, chino cantonés, chino mandarín, chino simplificado, coreano, croata, danés, eslovaco, español, finés, francés, griego, hebreo, húngaro, inglés estadounidense, inglés británico, italiano, japonés, neerlandés, noruego, polaco, portugués de Portugal, portugués de Brasil, rumano, ruso, sueco, tailandés y turco. Capacidad para mostrar información relativa a título, álbum y artista en búlgaro, esloveno, serbio, ucraniano y vietnamita.
El iPod nano cuenta con VoiceOver (voice-over) capaz de reconocer 20 idiomas:
alemán, checo, chino cantonés, chino mandarín, coreano, danés, español, finés, francés, griego, inglés estadounidense, italiano, japonés, neerlandés, noruego, polaco, portugués, ruso, sueco y turco; otros idiomas disponibles al comprar un sintetizador de voz de terceros.